# ISO 3166-2:ER
ISO 3166-2:ER es la entrada para Eritrea en ISO 3166-2, parte del patrón ISO 3166 publicado por la Organización Internacional de Normalización (ISO), que define los códigos de los nombres de las principales subdivisiones: provincias o divisiones administrativas del Estado de todos los países codificados en el ISO 3166-1.
Actualmente, para Eritrea los códigos ISO 3166-2 se definen para 6 regiones
Cada código consta de dos partes, separadas por un guion. La primera parte es ER, el código de Eritrea en  ISO 3166-1 alpha-2. La segunda parte tiene dos letras.

## Códigos actuales
Los nombres de las subdivisiones se ordenan según el estándar ISO 3166-2 publicado por la Agencia de Mantenimiento ISO 3166 (ISO 3166/MA).
Los códigos de la ISO 639-1 se usan para representar los nombres de las subdivisiones en los siguientes idiomas oficiales:
- (ar): Árabe
- (ti): Tigriña

Pulsa sobre el botón en la cabecera para ordenar cada columna.
| Código | Nombre de la subdivisión (ar) (BGN/PCGN 1956) | Nombre de la subdivisión (ti) (BGN/PCGN 2007) | Nombre de la subdivisión (es) |
| ------ | --------------------------------------------- | --------------------------------------------- | ----------------------------- |
| ER-MA  | Al Awsaţ                                      | Ma’ĭkel                                       | Maekel                        |
| ER-DU  | Al Janūbī                                     | Debub                                         | Debub                         |
| ER-AN  | Ansabā                                        | ‘Anseba                                       | Anseba                        |
| ER-DK  | Janūbī al Baḩrī al Aḩmar                      | Debubawi K’eyyĭḥ Baḥri                        | Mar Rojo del Sur              |
| ER-GB  | Qāsh-Barkah                                   | Gash-Barka                                    | Gash-Barka                    |
| ER-SK  | Shimālī al Baḩrī al Aḩmar                     | Semienawi K’eyyĭḥ Baḥri                       | Mar Rojo del Norte            |

## Cambios
Los siguientes cambios a la entrada se anunciaron en informes de la ISO 3166/MA desde la primera publicación de la ISO 3166-2 en 1998:
| Informe         | Fecha de emisión                     | Descripción del cambio declarado en el informe                                                                       | Cambio de código o subdivisión                                            |
| --------------- | ------------------------------------ | --- | ------------------------------------------------------------------------- |
| Newsletter I-1  | 21/6/2000                            | Introducción de la presentación de una subdivisión completamente nueva                                               | Presentación de la subdivisión:10 provincias (véase abajo) → 6 provincias |
| Newsletter II-3 | 13/12/2011 (corregido el 15/12/2011) | Ajustes a la romanización de los nombres, a los idiomas, reordenación alfabética y actualización de la lista fuente. |                                                                           |

### Códigos anteriores a Newsletter I-1
| Código anterior | Nombre de la subdivisión    |
| --------------- | --------------------------- |
| ER-AG           | Akele Guzai [Akalä Guzay]   |
| ER-AS           | Asmara [Asmära]             |
| ER-BA           | Barka                       |
| ER-DE           | Denkalia [Dänkali]          |
| ER-GS           | Gash-Setit [Gaš enna Sätit] |
| ER-HA           | Hamasien [Hamasén]          |
| ER-SA           | Sahel                       |
| ER-SM           | Semhar [Sämhar]             |
| ER-SN           | Senhit [Sänhet]             |
| ER-SR           | Seraye [Särayé]             |